# Onthophagus sophiae
Onthophagus sophiae är en skalbaggsart som beskrevs av Nicolas 2006. Onthophagus sophiae ingår i släktet Onthophagus och familjen bladhorningar. Inga underarter finns listade i Catalogue of Life.